# Královská společnost pro prevenci krutosti ke zvířatům
Královská společnost pro prevenci krutosti ke zvířatům (Royal Society for the Prevention of Cruelty to Animals, RPSCA) je dobročinná organizace působící v Anglii a Walesu. Sídlí ve městě Horsham v hrabství Západní Sussex. Je nejstarší světovou organizací prosazující práva zvířat.
Společnost založili 16. června 1824 v londýnské St Martin's Lane poslanci William Wilberforce a Richard Martin s reverendem Arthurem Broomem. V roce 1835 se jim podařilo prosadit Zákon o krutosti ke zvířatům zakazující bití hospodářských zvířat a kohoutí zápasy. Z rozpočtu společnosti byli placeni uniformovaní inspektoři dohlížející na dodržování tohoto zákona. Podle jejich vzoru začala obdobné uniformy nosit i Metropolitní policie.
V roce 1840 převzala královna Viktorie patronát nad organizací, která si přidala do názvu slovo „královská“. Obdobné organizace pak vznikly v Irsku, Skotsku, USA, Novém Zélandu a dalších zemích. Společnost pořádala také odborné konference, náboženská kázání a literární soutěže na téma ochrany zvířat. V roce 1970 vznikla Reformní skupina RSPCA, sdružující radikálnější členy jako Richard D. Ryder a usilující o zákaz lovů a pokusů na zvířatech.
RPSCA je financována z příspěvků od dobrovolných dárců, v roce 2022 její příjmy činily přes 152 milionů liber. Provozuje čtyři veterinární nemocnice a síť ordinací, útulky pro zvířata a obchody s chovatelskými potřebami. Zprostředkovává také čipování a kastrace, na její telefonní lince je možno hlásit případy týrání zvířat. Královská společnost pro prevenci krutosti ke zvířatům spolupracuje s mezinárodní organizací World Animal Protection.
V roce 2009 Skotská společnost pro prevenci krutosti ke zvířatům obvinila RSPCA z nekalé konkurence, neboť svojí inzercí na území Skotska narušuje územní suverenitu.